# Erasmus Julius Nyárády
Erasmus Julius Nyárády ( 7 de abril de 1881 - 10 de junio de 1966 ) fue un botánico húngaro. En 1904 obtiene su profesorado en la Universidad de Budapest.
Realizó extensos estudios de las floras de Dalmacia, Austria, Suiza.

## Algunas publicaciones
- Vizek és vízben bővelkedő talajok növényzetéről a Hargitában, 1929
- Marosvásárhely és környékén élő tavaszi és nyáreleji növények meghatározó könyve, Marosvásárhely, 1937
- A tordai hasadék monografikus ismertetése, Erdélyi Nemzeti Múzeum Növénytára, Kolozsvár, 1940-1944
- Kolozsvár és környékének flórája I-IX. füzet, B., Soó Rezső közreműködésével, Kolozsvár 1952-1976
- Flora RSR (Románia flórája), (Nyárády volt a 18 tagú szerkesztőbizottság vezetője), I-XIII. kötet, 1958
- Flora si vegetatia Muntilor Retezat (A Retyezát-hegység flórája és vegetációja), Bukarest
- Szováta fürdő és környékének monográfiája (kézirat)

## Honores
En 1948 es designado miembro de la "Academia Rumana".

### Epónimos
- (Brassicaceae) Alyssum nyaradyi Bornm. & Gauba[1]
- (Poaceae) Koeleria nyaradyi Ujhelyi[2]
- (Salicaceae) Salix nyaradyi Woł.[3]

- La abreviatura «Nyár.» se emplea para indicar a Erasmus Julius Nyárády como autoridad en la descripción y clasificación científica de los vegetales.[4]